# A Head Full of Dreams Tour
A Head Full of Dreams Tour foi a sétima turnê da banda britânica Coldplay, lançada em apoio ao seu sétimo álbum de estúdio, A Head Full of Dreams. Marcando o retorno da banda a locais de grande escala, após a pequena Ghost Stories Tour, a turnê visitou estádios e arenas em quatro continentes. A turnê possui um show de lasers extenso e efeitos pirotécnicos semelhantes a Mylo Xyloto Tour, e também vê a volta das Xylobands como uma parte central do design visual do show. A turnê teve 9 etapas, com um total de 121 shows, passando por toda a América Latina, onde eles se apresentarão pela primeira vez desde a Viva la Vida Tour, Europa e América do Norte, onde eles embarcarão na primeira turnê por estádios dos Estados Unidos, além de Oceania, Ásia e Oriente Médio.O primeiro show da turnê foi realizado no Estádio Ciudad de La Plata em La Plata, Argentina, em 31 de março de 2016 e o último no dia 15 de novembro de 2017, no mesmo local. No valor de US$ 523.033.675, a turnê é atualmente a terceira turnê de grande bilheteria na história. Um álbum ao vivo que cobre a turnê, que foi gravado durante vários shows, bem como um filme de concertos filmado em São Paulo.

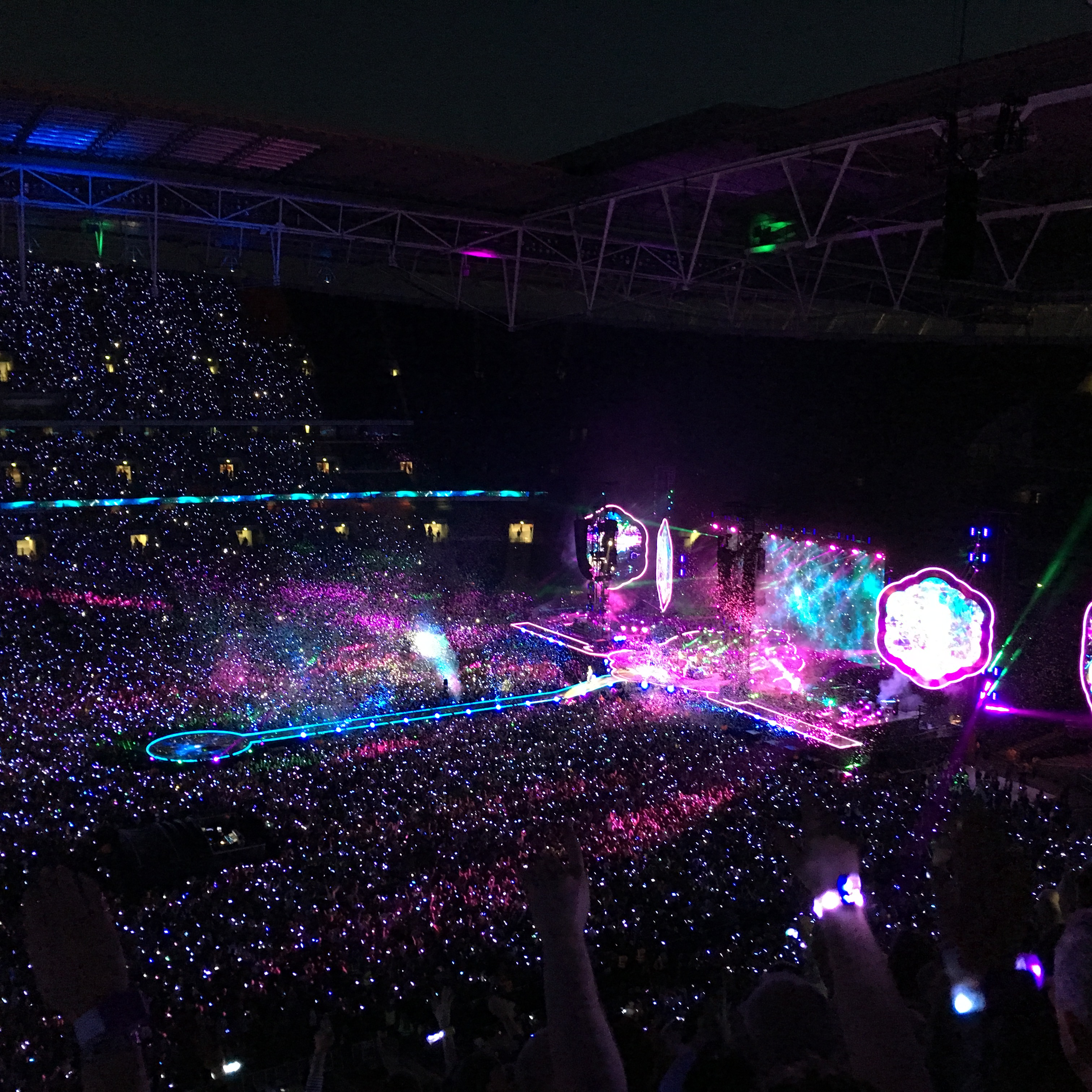
Concerto no Wembley Stadium.

## Antecedentes

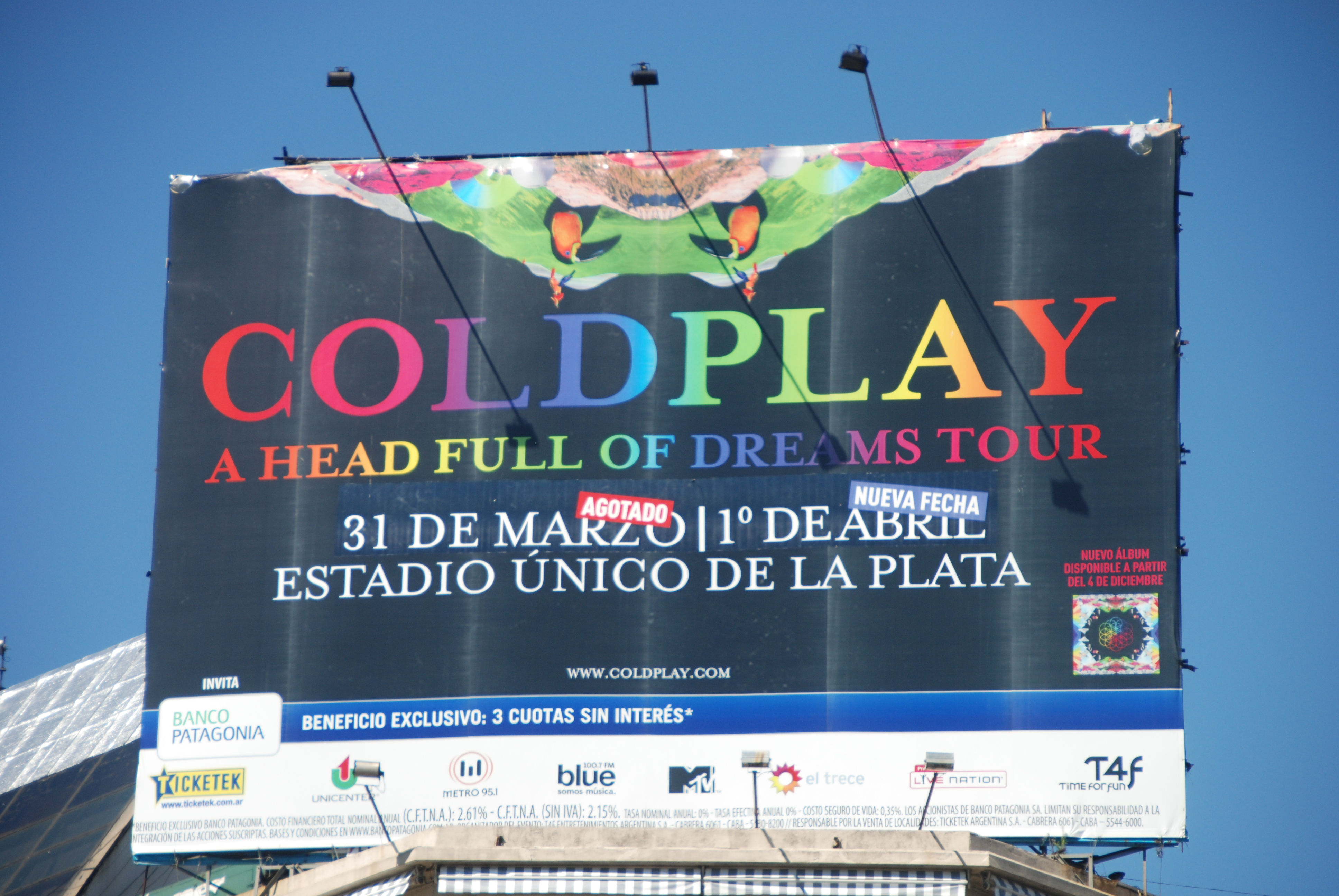
Outdoor para promover a turnê na Argentina.

Em novembro de 2015, o Coldplay anunciou as partes latino-americanas e européias da turnê, através de seu site oficial, com 28 shows de estádios confirmados em 14 países na Europa e na América Latina em 2016. Em 7 de dezembro de 2015, uma quarta e última data no Estádio de Wembley foi anunciada pela banda. No dia seguinte, enquanto estavam sendo entrevistados no The Late Late Show, a banda anunciou que a turnê também visitaria a Ásia e América do Norte.
Em 7 de abril de 2016, o Coldplay anunciou 12 novas datas em arenas nos Estados Unidos. Em 29 de maio de 2016, a banda tocará em Exeter, na Inglaterra, como parte do festival BBC Radio 1's Big Weekend. Também foram anunciados como os primeiros headliners no Glastonbury de 2016, tocando no domingo 26 de junho. Esta será a quarta vez que eles encabeçam o festival e batem um recorde para o maior número de vezes que um headliner tocou no festival. Também foi anunciado que este seria seu único show de festival em 2016. No entanto, mais dois festivais estão agora em sua agenda de turnê. Embora nada tenha sido anunciado e nem confirmado ainda, o Coldplay manifestou interesse em visitar países menos visitados em turnês, como a Índia e uma grande quantidade na Ásia, assim como a África. Nenhuma data foi estabelecida atualmente. Outras datas da turnê serão anunciadas após o lançamento das datas da segunda perna na Europa. Em 6 de outubro de 2016, foi confirmado no Twitter que eles visitarão os Estados Unidos novamente e o Canadá em 2017. Em 14 de novembro de 2016, a banda postou um teaser no Facebook para uma turnê asiática em 2017 que iria visitar Singapura, Filipinas, Taiwan, Coreia do Sul e Japão. Uma semana depois, anunciaram que também visitariam a Tailândia pela turnê.
Em 17 de março de 2017, a banda anuncia datas extras em Toronto, Edmonton e Pasadena. Em 7 de julho de 2017, o grupo anunciou que a turnê será finalizada com retorno a América Latina, com shows em São Paulo, Porto Alegre e La Plata. A turnê arrecadou $137.2 million no primeiro semestre de 2016 em 29 shows.

## Datas
| Data                       | Cidade                   | País                     | Local                         | "Canção escolhida pelos fãs"     | Público                      | Receita                  |
| Etapa 1 - América Latina   | Etapa 1 - América Latina | Etapa 1 - América Latina | Etapa 1 - América Latina      | Etapa 1 - América Latina         | Etapa 1 - América Latina     | Etapa 1 - América Latina |
| -------------------------- | ------------------------ | ------------------------ | ----------------------------- | -------------------------------- | ---------------------------- | ------------------------ |
| 31 de março de 2016        | La Plata                 | Argentina                | Estadio Ciudad de La Plata    | "Green Eyes"                     | 48,167 / 48,167              | $6,619,890               |
| 1º de abril de 2016        | La Plata                 | Argentina                | Estadio Ciudad de La Plata    | "Shiver"                         | 48,902 / 48,902              | $6,619,890               |
| 3 de abril de 2016         | Santiago                 | Chile                    | Estádio Nacional              | "Don't Panic"                    | 60,787 / 60,787              | $4,539,380               |
| 5 de abril de 2016         | Lima                     | Peru                     | Estádio Nacional              | "In My Place"                    | 48,623 / 48,623              | $4,828,810               |
| 7 de abril de 2016         | São Paulo                | Brasil                   | Allianz Parque                | "Speed of Sound"                 | 46,563 / 46,563              | $4,093,280               |
| 10 de abril de 2016        | Rio de Janeiro           | Brasil                   | Estádio Maracanã              | "A Message"                      | 59,669 / 59,669              | $4,645,550               |
| 13 de abril de 2016        | Bogotá                   | Colômbia                 | Estádio El Campín             | "The Hardest Part"               | 41,376 / 41,376              | $3,532,820               |
| 15 de abril de 2016        | Cidade do México         | México                   | Foro Sol                      | "The Hardest Part"               | 62,404 / 62,404              | $11,231,300              |
| 16 de abril de 2016        | Cidade do México         | México                   | Foro Sol                      | "A Rush of Blood to the Head"    | 65,337 / 65,337              | $11,231,300              |
| 17 de abril de 2016        | Cidade do México         | México                   | Foro Sol                      | "Shiver"                         | 67,451 / 67,451              | $11,231,300              |
| Etapa 2 - Europa           |                          |                          |                               |                                  |                              |                          |
| 24 de maio de 2016         | Nice                     | França                   | Estádio Charles-Ehrmann       | "Us Against the World"           | 53,566 / 53,566              | $3,367,270               |
| 26 de maio de 2016         | Barcelona                | Espanha                  | Estádi Olímpic Lluís Companys | "See You Soon"                   | 111,261 / 111,261            | $9,734,130               |
| 27 de maio de 2016         | Barcelona                | Espanha                  | Estádi Olímpic Lluís Companys | "Trouble"                        | 111,261 / 111,261            | $9,734,130               |
| 29 de maio de 2016         | Exeter                   | Inglaterra               | Powderham Castle              | —                                | —                            | —                        |
| 1º de junho de 2016        | Gelsenkirchen            | Alemanha                 | Veltins-Arena                 | "In My Place"                    | 55,048 / 55,048              | $4,650,320               |
| 4 de junho de 2016         | Manchester               | Inglaterra               | Etihad Stadium                | "Trouble"                        | 109,492 / 109,492            | $10,676,300              |
| 5 de junho de 2016         | Manchester               | Inglaterra               | Etihad Stadium                | "In My Place"                    | 109,492 / 109,492            | $10,676,300              |
| 7 de junho de 2016         | Glasgow                  | Escócia                  | Hampden Park                  | "The Hardest Part"               | 48,526 / 48,526              | $4,547,280               |
| 11 de junho de 2016        | Zürich                   | Suíça                    | Letzigrund                    | "Strawberry Swing"               | 89,254 / 89,254              | $11,808,300              |
| 12 de junho de 2016        | Zürich                   | Suíça                    | Letzigrund                    | "Don't Panic"                    | 89,254 / 89,254              | $11,808,300              |
| 15 de junho de 2016        | Londres                  | Inglaterra               | Wembley Stadium               | "In My Place"                    | 303,985 / 303,985            | $28,810,200              |
| 16 de junho de 2016        | Londres                  | Inglaterra               | Wembley Stadium               | "God Put a Smile upon Your Face" | 303,985 / 303,985            | $28,810,200              |
| 18 de junho de 2016        | Londres                  | Inglaterra               | Wembley Stadium               | "Green Eyes"                     | 303,985 / 303,985            | $28,810,200              |
| 19 de junho de 2016        | Londres                  | Inglaterra               | Wembley Stadium               | "Trouble"                        | 303,985 / 303,985            | $28,810,200              |
| 23 de junho de 2016        | Amsterdã                 | Países Baixos            | Amsterdam Arena               | "In My Place"                    | 104,511 / 104,511            | $8,759,000               |
| 24 de junho de 2016        | Amsterdã                 | Países Baixos            | Amsterdam Arena               | "Don't Panic"                    | 104,511 / 104,511            | $8,759,000               |
| 26 de junho de 2016        | Pilton                   | Inglaterra               | Worthy Farm                   | —                                | —                            | —                        |
| 28 de junho de 2016        | Londres                  | Inglaterra               | Kensington Palace             | —                                | —                            | —                        |
| 29 de junho de 2016        | Berlim                   | Alemanha                 | Olympiastadion                | "In My Place"                    | 68,047 / 68,047              | $5,540,960               |
| 1º de julho de 2016        | Hamburgo                 | Alemanha                 | Volksparkstadion              | "Shiver"                         | 43,860 / 43,860              | $3,808,980               |
| 3 de julho de 2016         | Estocolmo                | Suécia                   | Friends Arena                 | "Don't Panic"                    | 53,575 / 53,575              | $3,970,140               |
| 5 de julho de 2016         | Copenhagen               | Dinamarca                | Telia Parken                  | "Shiver"                         | 144,475 / 144,475            | $9,182,590               |
| 6 de julho de 2016         | Copenhagen               | Dinamarca                | Telia Parken                  | "God Put a Smile upon Your Face" | 144,475 / 144,475            | $9,182,590               |
| Etapa 3 - América do Norte |                          |                          |                               |                                  |                              |                          |
| 16 de julho de 2016        | East Rutherford          | Estados Unidos           | MetLife Stadium               | "God Put a Smile upon Your Face" | 100,763 / 100,763            | $10,749,394              |
| 17 de julho de 2016        | East Rutherford          | Estados Unidos           | MetLife Stadium               | "Earth Angel" Johnny B. Goode"   | 100,763 / 100,763            | $10,749,394              |
| 20 de julho de 2016        | Indianápolis             | Estados Unidos           | Bankers Life Fieldhouse       | "'Til Kingdom Come"              | 12,667 / 12,667              | $1,460,006               |
| 21 de julho de 2016        | St. Louis                | Estados Unidos           | Scottrade Center              | "Green Eyes"                     | 13,960 / 13,960              | $1,547,633               |
| 23 de julho de 2016        | Chicago                  | Estados Unidos           | Soldier Field                 | —                                | 95,323 / 95,323              | $10,215,572              |
| 24 de julho de 2016        | Chicago                  | Estados Unidos           | Soldier Field                 | "Don't Panic"                    | 95,323 / 95,323              | $10,215,572              |
| 27 de julho de 2016        | Louisville               | Estados Unidos           | KFC Yum! Center               | "'Til Kingdom Come"              | 13,755 / 13,755              | $1,520,726               |
| 28 de julho de 2016        | Columbus                 | Estados Unidos           | Nationwide Arena              | "'Til Kingdom Come"              | 15,530 / 15,530              | $1,933,346               |
| 30 de julho de 2016        | Foxborough               | Estados Unidos           | Gillette Stadium              | "Green Eyes"                     | 54,952 / 54,952              | $6,530,260               |
| 1º de agosto de 2016       | Buffalo                  | Estados Unidos           | First Niagara Center          | "Green Eyes"                     | 15,100 / 15,100              | $1,878,324               |
| 3 de agosto de 2016        | Auburn Hills             | Estados Unidos           | The Palace of Auburn Hills    | "'Til Kingdom Come"              | 15,436 / 15,436              | $1,731,667               |
| 4 de agosto de 2016        | Pittsburgh               | Estados Unidos           | Consol Energy Center          | "See You Soon"                   | 14,360 / 14,360              | $1,614,917               |
| 6 de agosto de 2016        | Filadélfia               | Estados Unidos           | Lincoln Financial Field       | "'Til Kingdom Come"              | 54,497 / 54,497              | $5,530,866               |
| 20 de agosto de 2016       | Pasadena                 | Estados Unidos           | Rose Bowl                     | "Don't Panic"                    | 120,062 / 120,062            | $10,914,898              |
| 21 de agosto de 2016       | Pasadena                 | Estados Unidos           | Rose Bowl                     | "'Til Kingdom Come"              | 120,062 / 120,062            | $10,914,898              |
| 23 de agosto de 2016       | Glendale                 | Estados Unidos           | Gila River Arena              | "Shiver"                         | 14,427 / 14,427              | $1,776,867               |
| 25 de agosto de 2016       | Tulsa                    | Estados Unidos           | BOK Center                    | "'Til Kingdom Come"              | 13,234 / 13,234              | $1,578,961               |
| 27 de agosto de 2016       | Arlington                | Estados Unidos           | AT&T Stadium                  | "In My Place"                    | 52,538 / 52,538              | $5,679,031               |
| 29 de agosto de 2016       | Denver                   | Estados Unidos           | Pepsi Center                  | "Don't Panic"                    | 15,664 / 15,664              | $1,902,639               |
| 31 de agosto de 2016       | Salt Lake City           | Estados Unidos           | Vivint Smart Home Arena       | "Green Eyes"                     | 15,645 / 15,645              | $1,871,968               |
| 1º de setembro de 2016     | Las Vegas                | Estados Unidos           | T-Mobile Arena                | "God Put a Smile Upon Your Face" | 15,898 / 15,898              | $2,124,032               |
| 3 de setembro de 2016      | Santa Clara              | Estados Unidos           | Levi's Stadium                | "'Til Kingdom Come"              | 52,404 / 52,404              | $5,990,660               |
| 4 de setembro de 2016      | Filadélfia               | Estados Unidos           | Benjamin Franklin Parkway     | "'Til Kingdom Come"              | —                            | —                        |
| Europa                     |                          |                          |                               |                                  |                              |                          |
| 11 de novembro de 2016     | Londres                  | Inglaterra               | London Palladium              | —                                | —                            | —                        |
| Ásia                       |                          |                          |                               |                                  |                              |                          |
| 19 de novembro de 2016     | Mumbai                   | Índia                    | MMRDA Grounds                 | "In My Place"                    | —                            | —                        |
| Etapa 5 - Oceania          |                          |                          |                               |                                  |                              |                          |
| 3 de dezembro de 2016      | Auckland                 | Nova Zelândia            | Mount Smart Stadium           | "Green Eyes"                     | 39,644 / 39,644              | $3,752,610               |
| 6 de dezembro de 2016      | Brisbane                 | Austrália                | Suncorp Stadium               | "Shiver"                         | 49,604 / 49,604              | $4,723,300               |
| 9 de dezembro de 2016      | Melbourne                | Austrália                | Etihad Stadium                | "Us Against the World"           | 103,482 / 103,482            | $8,920,530               |
| 10 de dezembro de 2016     | Melbourne                | Austrália                | Etihad Stadium                | "Swallowed in the Sea"           | 103,482 / 103,482            | $8,920,530               |
| 13 de dezembro de 2016     | Sydney                   | Austrália                | Allianz Stadium               | "In My Place"                    | 97,356 / 97,356              | $8,813,130               |
| 14 de dezembro de 2016     | Sydney                   | Austrália                | Allianz Stadium               | "'Til Kingdom Come"              | 97,356 / 97,356              | $8,813,130               |
| Etapa 6 - Ásia             |                          |                          |                               |                                  |                              |                          |
| 31 de dezembro de 2016     | Abu Dhabi                | Emirados Árabes Unidos   | du Arena                      | "'Til Kingdom Come"              | 31,285 / 31,285              | $4,301,291               |
| 31 de março de 2017        | Singapura                | Singapura                | Estádio Nacional de Singapura | "'Til Kingdom Come"              | 102,508 / 102,508            | $12,517,500              |
| 1º de abril de 2017        | Singapura                | Singapura                | Estádio Nacional de Singapura | "In My Place"                    | 102,508 / 102,508            | $12,517,500              |
| 4 de abril de 2017         | Pasay                    | Filipinas                | MOA Concert Grounds           | Ink                              | 34,813 / 34,813              | $7,189,520               |
| 7 de abril de 2017         | Bangkok                  | Tailândia                | Estádio Rajamangala           | "Don't Panic"                    | 62,068 / 62,068              | $8,133,360               |
| 11 de abril de 2017        | Taipei                   | Taiwan                   | HSR Taoyuan Station Plaza     | "In My Place"                    | 72,212 / 72,212              | $11,821,800              |
| 12 de abril de 2017        | Taipei                   | Taiwan                   | HSR Taoyuan Station Plaza     | "Violet Hill"                    | 72,212 / 72,212              | $11,821,800              |
| 15 de abril de 2017        | Seul                     | Coreia do Sul            | Estádio Olímpico de Seul      | "In My Place"                    | 99,837 / 99,837              | $10,132,000              |
| 16 de abril de 2017        | Seul                     | Coreia do Sul            | Estádio Olímpico de Seul      | "In My Place"                    | 99,837 / 99,837              | $10,132,000              |
| 19 de abril de 2017        | Tóquio                   | Japão                    | Tokyo Dome                    | "In My Place"                    | 42,817 / 42,817              | $6,513,740               |
| Etapa 7 - Europa           |                          |                          |                               |                                  |                              |                          |
| 6 de junho de 2017         | Munique                  | Alemanha                 | Olympiastadion                | "Green Eyes"                     | 62,548 / 62,548              | $6,044,640               |
| 8 de junho de 2017         | Lyon                     | França                   | Parc Olympique Lyonnais       | "Don't Panic"                    | 50,901 / 50,901              | $4,051,740               |
| 11 de junho de 2017        | Viena                    | Áustria                  | Ernst-Happel-Stadion          | "Til Kingdom Come"               | 56,246 / 56,246              | $5,597,950               |
| 14 de junho de 2017        | Leipzig                  | Alemanha                 | Red Bull Arena                | "Us Against the World"           | 47,233 / 47,233              | $4,471,280               |
| 16 de junho de 2017        | Hannover                 | Alemanha                 | Niedersachsenstadion          | —                                | 46,223 / 46,223              | $4,670,110               |
| 18 de junho de 2017        | Varsóvia                 | Polónia                  | Estádio Nacional de Varsóvia  | "Us Against the World"           | 57,615 / 57,615              | $3,827,680               |
| 21 de junho de 2017        | Bruxelas                 | Bélgica                  | Estádio Rei Balduíno          | —                                | 100,489 / 100,489            | $8,686,710               |
| 22 de junho de 2017        | Bruxelas                 | Bélgica                  | Estádio Rei Balduíno          | "Us Against the World"           | 100,489 / 100,489            | $8,686,710               |
| 25 de junho de 2017        | Gotemburgo               | Suécia                   | Ullevi                        | —                                | 128,981 / 128,981            | $9,399,310               |
| 26 de junho de 2017        | Gotemburgo               | Suécia                   | Ullevi                        | —                                | 128,981 / 128,981            | $9,399,310               |
| 30 de junho de 2017        | Frankfurt                | Alemanha                 | Commerzbank-Arena             | —                                | 87,833 / 87,833              | $9,018,910               |
| 1º de julho de 2017        | Frankfurt                | Alemanha                 | Commerzbank-Arena             | "Trouble"                        | 87,833 / 87,833              | $9,018,910               |
| 3 de julho de 2017         | Milão                    | Itália                   | San Siro                      | "Us Against the World"           | 117,307 / 117,307            | $8,613,840               |
| 4 de julho de 2017         | Milão                    | Itália                   | San Siro                      | "Us Against the World"           | 117,307 / 117,307            | $8,613,840               |
| 8 de julho de 2017         | Dublin                   | Irlanda                  | Croke Park                    | "Us Against the World"           | 80,398 / 80,398              | $8,970,100               |
| 11 de julho de 2017        | Cardiff                  | País de Gales            | Millennium Stadium            | —                                | 122,851 / 122,851            | $11,685,000              |
| 12 de julho de 2017        | Cardiff                  | País de Gales            | Millennium Stadium            | "Til Kingdom Come"               | 122,851 / 122,851            | $11,685,000              |
| 15 de julho de 2017        | Paris                    | França                   | Stade de France               | "Us Against the World"           | 235,611 / 235,611            | $19,884,200              |
| 16 de julho de 2017        | Paris                    | França                   | Stade de France               | —                                | 235,611 / 235,611            | $19,884,200              |
| 18 de julho de 2017        | Paris                    | França                   | Stade de France               | "Hypnotised"                     | 235,611 / 235,611            | $19,884,200              |
| Etapa 8 - América do Norte |                          |                          |                               |                                  |                              |                          |
| 1º de agosto de 2017       | East Rutherford          | Estados Unidos           | MetLife Stadium               | —                                | 54,501 / 54,501              | $7,861,460               |
| 4 de agosto de 2017        | Foxborough               | Estados Unidos           | Gillette Stadium              | "Us Against the World"           | 52,188 / 52,188              | $6,263,906               |
| 6 de agosto de 2017        | Landover                 | Estados Unidos           | FedExField                    | "Trouble"                        | 48,380 / 48,380              | $4,823,333               |
| 8 de agosto de 2017        | Montreal                 | Canadá                   | Bell Centre                   | —                                | 35,731 / 35,731              | $3,967,516               |
| 9 de agosto de 2017        | Montreal                 | Canadá                   | Bell Centre                   | "Til Kingdom Come"               | 35,731 / 35,731              | $3,967,516               |
| 12 de agosto de 2017       | Minneapolis              | Estados Unidos           | U.S. Bank Stadium             | "Us Against the World"           | 47,472 / 47,472              | $4,325,230               |
| 14 de agosto de 2017       | Omaha                    | Estados Unidos           | CenturyLink Center Omaha      | "Green Eyes"                     | 13,009 / 13,009              | $1,434,880               |
| 15 de agosto de 2017       | Kansas City              | Estados Unidos           | Sprint Center                 | "Us Against the World"           | 12,971 / 12,971              | $1,736,224               |
| 17 de agosto de 2017       | Chicago                  | Estados Unidos           | Soldier Field                 | "Us Against the World"           | 52,726 / 52,726              | $6,026,402               |
| 19 de agosto de 2017       | Cleveland                | Estados Unidos           | Quicken Loans Arena           | "Til Kingdom Come"               | 15,963 / 15,963              | $2,302,868               |
| 21 de agosto de 2017       | Toronto                  | Canadá                   | Rogers Centre                 | —                                | 94,857 / 94,857              | $8,655,294               |
| 22 de agosto de 2017       | Toronto                  | Canadá                   | Rogers Centre                 | —                                | 94,857 / 94,857              | $8,655,294               |
| 28 de agosto de 2017       | Miami                    | Estados Unidos           | Hard Rock Stadium             | —                                | 47,866 / 47,866              | $6,446,966               |
| 23 de setembro de 2017     | Seattle                  | Estados Unidos           | CenturyLink Field             | "Us Against the World"           | 49,031 / 49,031              | $5,181,106               |
| 26 de setembro de 2017     | Edmonton                 | Canadá                   | Rogers Place                  | "Til Kingdom Come"               | 27,940 / 27,940              | $3,003,657               |
| 27 de setembro de 2017     | Edmonton                 | Canadá                   | Rogers Place                  | —                                | 27,940 / 27,940              | $3,003,657               |
| 29 de setembro de 2017     | Vancouver                | Canadá                   | BC Place                      | —                                | 43,896 / 43,896              | $5,015,505               |
| 2 de outubro de 2017       | Portland                 | Estados Unidos           | Moda Center                   | "Us Against the World"           | 14,965 / 14,965              | $2,121,648               |
| 4 de outubro de 2017       | Santa Clara              | Estados Unidos           | Levi's Stadium                | —                                | 48,341 / 48,341              | $5,265,835               |
| 6 de outubro de 2017       | Pasadena                 | Estados Unidos           | Rose Bowl                     | —                                | 64,442 / 64,442              | $6,051,529               |
| 8 de outubro de 2017       | San Diego                | Estados Unidos           | Qualcomm Stadium              | "Green Eyes"                     | 54,279 / 54,279              | $5,955,986               |
| Etapa 9 - América Latina   |                          |                          |                               |                                  |                              |                          |
| 7 de novembro de 2017      | São Paulo (DVD)          | Brasil                   | Allianz Parque                | —                                | 96,549 / 96,549              | $10,456,435              |
| 8 de novembro de 2017      | São Paulo (DVD)          | Brasil                   | Allianz Parque                | —                                | 96,549 / 96,549              | $10,456,435              |
| 11 de novembro de 2017     | Porto Alegre             | Brasil                   | Arena do Grêmio               | —                                | 50,229 / 50,229              | $5,910,139               |
| 14 de novembro de 2017     | La Plata                 | Argentina                | Estadio Único de La Plata     | —                                | 98,197 / 98,197              | $7,589,239               |
| 15 de novembro de 2017     | La Plata                 | Argentina                | Estadio Único de La Plata     | —                                | 98,197 / 98,197              | $7,589,239               |
| TOTAL                      | TOTAL                    | TOTAL                    | TOTAL                         | TOTAL                            | 5,389,586 / 5,389,586 (100%) | $523,033,675             |

## Concertos Cancelados
| Data                 | Cidade  | País           | Vendas      | Motivo                                             |
| -------------------- | ------- | -------------- | ----------- | -------------------------------------------------- |
| 25 de Agosto de 2017 | Houston | Estados Unidos | NRG Stadium | Hurricane Harvey (to be postponed to a later date) |